# Christian Talli
 Christian Talli, né le 20 décembre 1917 à Toulouse et mort le 1er février 2005 dans la même ville, est un nageur français.

## Carrière sportive
Il a fait partie du club des Dauphins du TOEC, entraîné alors par Alban Minville.
Il a représenté la France, aux Jeux olympiques d'été de 1936, à Berlin.
Il est reconnu lors des saisons 1938 et 1939 comme le successeur du grand champion Jean Taris.[réf. nécessaire]

## Palmarès
Il a obtenu cinq titres individuels de champion de France en nage libre, notamment sur 1 500 m, en 1937, avec un temps de 20 min 25 s 4.
En 1938, aux championnats d'Europe, il prend la deuxième place du 4 × 200 mètres nage libre avec René Cavalero, Artem Nakache et Roland Pallard.
Il est également deuxième de la traversée de Paris à la nage en 1936.